# Dienst van het Koninklijk Huis

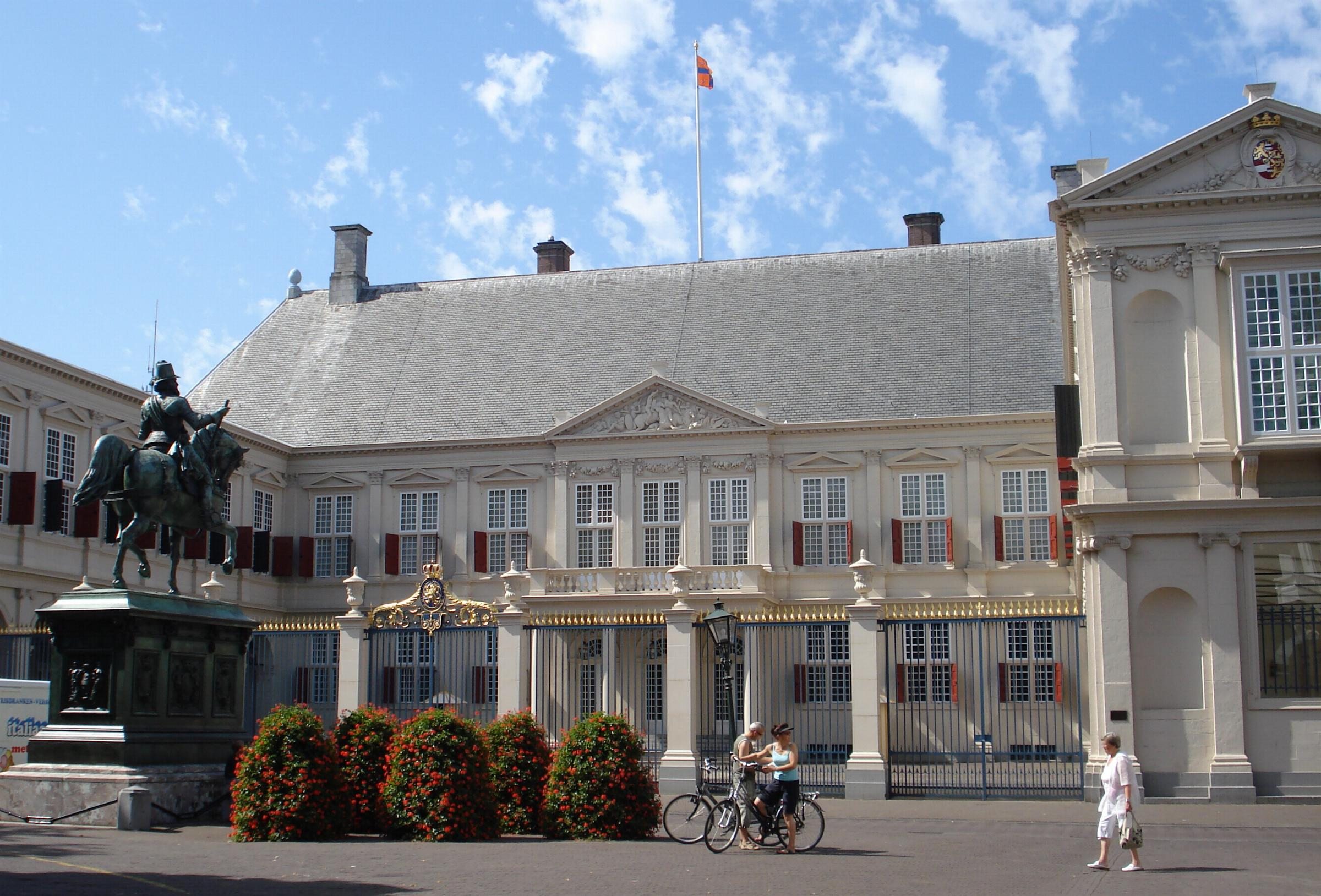
Paleis Noordeinde, vanaf 1984 het werkpaleis van het staatshoofd (tot 30 april 2013 van koningin Beatrix, daarna van koning Willem-Alexander)

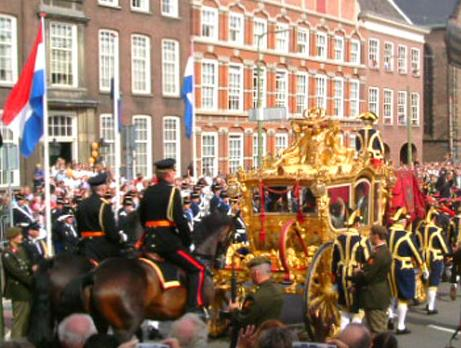
De Nederlandse hofhouding in actie op Prinsjesdag

De Dienst van het Koninklijk Huis is de formele aanduiding van de hofhouding van de Nederlandse Koning. De dienst telde in 2018 circa 300 medewerkers, verdeeld over het civiele en het militaire huis. Zij zijn werkzaam in Den Haag, Wassenaar, Amsterdam, Apeldoorn en Baarn. De hofhouding is de kern van deze dienst en bestaat uit ongeveer 40 medewerkers.

## Algemeen
In de Nederlandse Grondwet van 1848 werd in artikel 25 bepaald: "De Koning richt zijn Huis naar eigen goedvinden in". Bij de grondwetsherziening van 1983 werd deze tekst aangepast tot de huidige tekst, nu als artikel 41: "De Koning richt, met inachtneming van het openbaar belang, zijn Huis in." Hierdoor is de Dienst van het Koninklijk Huis, voor zover nodig, onder de ministeriële verantwoordelijkheid gebracht.
De Dienst van het Koninklijk Huis bestaat uit een Civiel Huis en een Militair Huis, die verderop nader worden beschreven. De drie hoogste functionarissen zijn de grootmeester, de grootmeesteres en de chef van het Militaire Huis. Zij en andere hoge leden van het hof voerden vroeger de titel grootofficier van het Koninklijk Huis. Ook is er nog de honoraire hofhouding, die bestaat uit oud-leden van de hofhouding. Zij kunnen, indien nodig, worden ingeschakeld voor assistentie bij grote evenementen.
De Dienst van het Koninklijk Huis werkt zeer nauw samen met de zogeheten bevriende diensten: het Kabinet van de Koning, de Rijksvoorlichtingsdienst, de Dienst Koninklijke en Diplomatieke Beveiliging, de Nationale Politie en de Koninklijke Marechaussee. Laatstgenoemde partijen verrichten onder mandaat van de AIVD ook de veiligheidsonderzoeken voor de vertrouwensfuncties aan het hof.
Over de wijze waarop de koning bij de inrichting van zijn Huis het openbaar belang in acht neemt (artikel 41) is de minister-president verantwoordelijk, omdat deze volgens artikel 42 ministeriële verantwoordelijkheid draagt voor het handelen van de Koning. Verder is in artikel 68 nog de informatieplicht van de minister aan het parlement geregeld. Op verzoek van premier Rutte heeft de Raad van State in 2016 verduidelijking uitgebracht over de precieze betekenis van artikel 41 van de Grondwet. Het advies werd door de premier ingewonnen na kamervragen over de kosten van restauratie van de Gouden Koets en de onderhoudskosten van de Groene Draeck.
De kosten van het Koninklijk Huis worden in Nederland door de staat gedragen. De Wet Financieel Statuut van het Koninklijk Huis (WFSKH) en begrotingshoofdstuk I van de Rijksbegroting geven invulling aan het wettelijk kader.
Na een discussie over de transparantie aangaande de kosten van de Nederlandse monarchie, zijn zowel het kabinet als het Koninklijk Huis deze kosten steeds beter inzichtelijk gaan maken. Zo is op de website van het Koninklijk Huis de 'Begroting van de Koning' tegenwoordig grafisch weergegeven. Deze begroting beliep voor 2018 structureel € 42,3 miljoen. Andere begrotingen in relatie tot het koningschap (binnen de Rijksbegroting) beliepen structureel € 17,1 miljoen.

## De reorganisatie van het hof
Met het oog op de troonsbestijging van prinses Beatrix werd in 1973 ter verbetering van de organisatie van de hofhouding advies gevraagd aan Carel van Schelle. Er werd een commissie geformeerd die genoemd werd naar haar voorzitter, dr. Herman van Roijen. Derde lid van deze commissie werd de toenmalige grootmeester, Jan baron van Lynden. Deze commissie adviseerde de hofhouding om te vormen tot een kleine functionele organisatie, die niet meer horizontaal, maar piramidaal georganiseerd was. Concrete punten waren onder meer:
- De bestaande autonomie van de verschillende departementen van het hof vervangen door een centrale leiding van de grootmeester.
- Het aantal functies en rangen aan het hof te beperken om een plattere organisatiestructuur te krijgen.
- Benoemingen voor het leven van "gedienstige, maar onderbetaalde" adel[15] te vervangen door gedetacheerde professionals vanuit andere overheidsdiensten.
- Integratie van het Militaire Huis in de hofhouding.
- Instelling van de nieuwe functie van Algemeen Secretaris ter coördinering van de afzonderlijke secretariaten van leden van het Koninklijk Huis.
- Voorlichting overlaten aan een medewerker van de Rijksvoorlichtingsdienst, in overleg met de Algemeen Secretaris.
- De instelling van wisselende projectgroepjes, samengesteld al naargelang de aard van het evenement dat voorbereid en uitgevoerd moet worden.

Van Schelle werd vervolgens in 1975 benoemd tot grootofficier in buitengewone dienst om de bovengenoemde adviezen ten uitvoer te brengen. Eerst deed hij dit aan de zijde van de zittende grootmeester Van Lynden, die hij in 1978 in die functie opvolgde. Ondertussen was het plan voor de reorganisatie uitgelekt naar NRC Handelsblad, waarin de bestaande hofhouding onder koningin Juliana omschreven werd als een "liefelijke chaos".

## De grootmeester
Zowel de hofhouding als de Dienst van het Koninklijk Huis staan onder leiding van de grootmeester. Hij heeft de dagelijkse leiding over de hoforganisatie en coördineert de voorbereiding en uitvoering van buitenlandse bezoeken, waaronder staatsbezoeken, alsmede van de andere grote evenementen aan het hof. Bovendien onderhoudt hij de contacten met de buitenlandse ambassadeurs en met de andere Europese hoven. Niet zelden was de grootmeester een voormalig diplomaat. Zijn plaatsvervanger binnen het hof is de chef van het Militaire Huis.
Rond 1870 waren er nog zes grootmeesters aan het hof, zij het niet allemaal in actieve dienst. Na het overlijden van koning Willem III in 1890 nam hun aantal langzaam af, totdat er één overbleef. De invulling van zijn taak wisselde nogal. Onder koningin Juliana stond de grootmeester in de praktijk op vrijwel gelijke hoogte met de hoofden van de verschillende hofdepartementen. Na de reorganisatie van de hofhouding door koningin Beatrix kreeg de grootmeester zijn huidige centrale, coördinerende rol, die vaak wordt vergeleken met die van een secretaris-generaal op een ministerie.
Grootmeesters onder koningin Beatrix:
- 1978 - 1981: mr. Carel (C.J.) van Schelle
- 1982 - 1986: mr. Hans (P.J.H.) Jonkman
- 1986 - 1998: mr. Floor (F.W.) Kist
- 1998 - 2002: drs. Lambert Veenendaal
- 2002 - 2006: mr. Pim (P.W.) Waldeck
- 2006 - 2008: Ed Kronenburg
- 2008 - 2013: Marco Hennis

Grootmeester onder koning Willem-Alexander:
- 2013 - 2015: Marco Hennis
- 2015 - 2019: drs. Jan Versteeg
- 2019 - heden: Chris Breedveld

## Het Militaire Huis

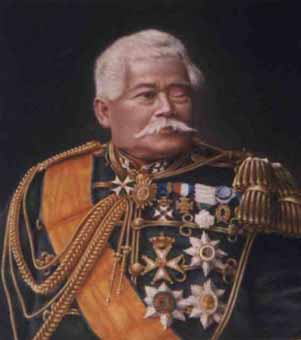
Generaal Karel van der Heijden (1826-1900) was adjudant van de koning en draagt de daarbij behorende nestels

Het Militaire Huis van de Koning is de verzamelnaam voor alle militaire medewerkers van de hofhouding en omvat de chef, adjudanten en ordonnansofficieren.
Hoofd van het Militaire Huis is de chef van het Militaire Huis, een hoge militair die aanvankelijk de rang van luitenant-generaal of viceadmiraal had, maar sinds 1 januari 2009 de rang van generaal-majoor of schout-bij-nacht heeft. Hij is onder meer verantwoordelijk voor het militaire ceremonieel aan het hof en het onderhouden van de niet-politieke contacten met het ministerie van Defensie.
Als adjudant-generaal geeft de chef van het Militaire Huis formeel leiding aan acht adjudanten. Dit zijn militairen met de rang van luitenant-kolonel, die onder meer de openbare optredens van de leden van het Koninklijk Huis voorbereiden en de uitvoering van grote evenementen ondersteunen. Vroeger hadden ook andere leden van het Koninklijk Huis eigen adjudanten, maar tegenwoordig zijn alle adjudanten "van de koning".
De adjudanten zijn herkenbaar aan een goudkleurige nestel (gevlochten koorden) op de rechterschouder van hun uniform en de gekroonde letter W.A. van Willem-Alexander op hun revers. De adjudanten zijn afkomstig uit de koninklijke marine, de koninklijke land- of luchtmacht of de koninklijke marechaussee en worden voor drie jaar aan het hof gedetacheerd.
Na zijn vertrek kan een adjudant door de koning benoemd worden tot adjudant in buitengewone dienst, wat inhoudt dat hij of zij in bijzondere omstandigheden tijdelijk kan worden teruggeroepen.
In 1991 herstelde koningin Beatrix een oude traditie, toen zij voor het eerst sinds de Tweede Wereldoorlog weer ordonnansofficieren aanstelde. Het gaat hierbij om militairen die aan het hof werkzaam zijn, zoals de secretaris van het Militaire Huis, maar die geen adjudant zijn. De ordonnansofficieren zijn herkenbaar aan een zilveren nestel op de rechterschouder (bij de Koninklijke Marechaussee worden zilveren nestels op de linkerschouder gedragen).
Vroeger fungeerden ordonnansofficieren als boodschappers voor de adjudanten en gingen ze gekleed in een uniform dat onder meer bestond uit een donkergroene attila en een kleine kolbak van otterbont.
Chefs van het Militaire Huis onder koningin Beatrix:
- 1976 - 1981: viceadmiraal Eric (E.) Roest
- 1981 - 1985: luitenant-kolonel Z.A. van Soest
- 1986 - 1989: luitenant-generaal Bob (T.J.) de Geus
- 1989 - 1995: viceadmiraal Carl (C.H.E.) Brainich von Brainich Felth
- 1995 - 2001: luitenant-generaal John (J.F.G.A.M.) Maas
- 2001 - 2009: luitenant-generaal André (A.J.G.M.) Blomjous
- 2009 - 2013: generaal-majoor Henk (H.) Morsink

Chefs van het Militaire Huis onder koning Willem-Alexander:
- 2013 - 2014: generaal-majoor Henk (H.) Morsink
- 2014 - 2017: generaal-majoor Hans (J.A.) van der Louw
- 2018 - heden: schout-bij-nacht Ludger (L.) Brummelaar

## Het Civiele Huis
Het Civiele Huis is de verzamelnaam voor alle niet-militaire medewerkers van de hofhouding en omvat meerdere bureaus met hoofden en hofpersoneel, de grootmeesteres, hofdames, kamerheren en diverse adviseurs.

### De bureaus
Onder het Civiele Huis vallen de volgende bureaus:
De Secretariaten die onder leiding van de Algemeen Secretaris werken voor de koning en de andere leden van het Koninklijk Huis. De Algemeen Secretaris is de rechterhand van de koning, behandelt al zijn administratieve zaken en is verantwoordelijk voor de contacten tussen het hof en de Rijksvoorlichtingsdienst. Onder leiding van de Algemeen Secretaris werken ook de particuliere secretaresse van de koning en de particuliere secretarissen van enkele andere leden van het Koninklijk Huis. Naast een particulier secretaris had prins Bernhard al sinds het einde van de Tweede Wereldoorlog Kokkie Gilles als vertrouwelinge voor zijn persoonlijke correspondentie. Onder algemeen secretaris Flip de Heer kreeg het hof in 1995, via World Online, ook een internetverbinding. De huidige Algemeen Secretaris is sinds juni 2014 Eric Verwaal. Verwaal was sinds 2011 plaatsvervangend algemeen secretaris. Hij volgde Jaap Leeuwenburg op die de functie vanaf 1 augustus 2009 bekleedde. Leeuwenburg was sinds 1995 particulier secretaris van toenmalig prins Willem-Alexander.
De Thesaurie onder leiding van de thesaurier is verantwoordelijk voor de financiële en de salarisadministratie van de Dienst van het Koninklijk Huis, maar regelt tevens de particuliere financiële zaken van de koninklijke familie. Er werken ongeveer 10 personen.

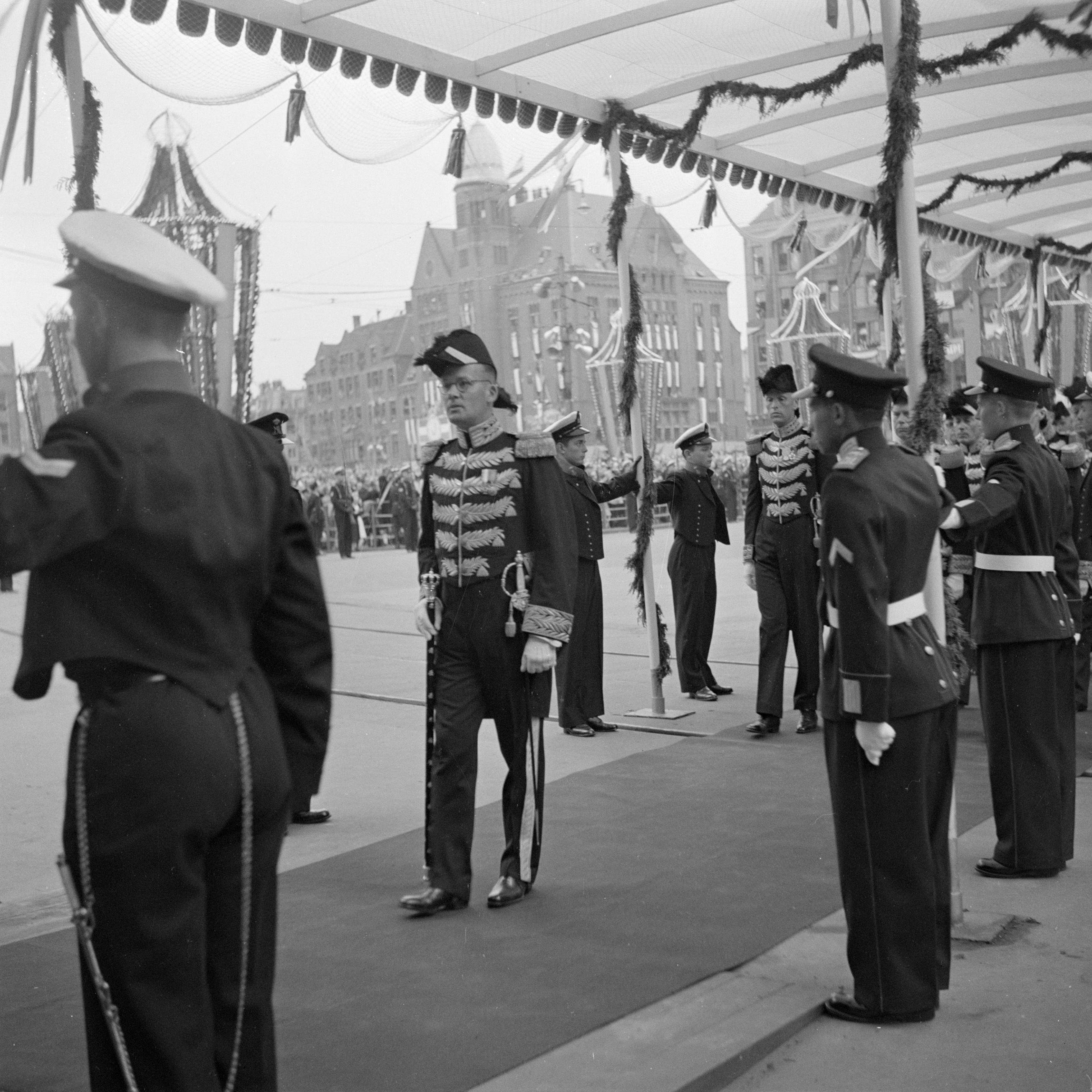
Ceremoniemeester jhr. D.G. de Graeff gaat vooraf aan de lange rij kamerheren (twaalf), hoofden van hofdepartementen (zes) en grootofficieren (drie), 6 september 1948

Het Departement van de Hofmaarschalk staat onder leiding van de hofmaarschalk die verantwoordelijk is voor alle huishoudelijke aangelegenheden en de organisatie van de officiële ontvangsten aan het hof. Dit departement omvat ongeveer 65 personen, waaronder de kamenier, de kapster en de kleedster van de koning, de lakeien en ander huishoudelijk personeel. Prins Claus beschikte over een eigen valet, de mannelijke tegenhanger van kamenier. Voor grote ontvangsten is er een vast bestand van zo'n 50 lakeien, die zo nodig nog aangevuld kunnen worden met hofmeesters van de diverse krijgsmachtonderdelen. Ook worden dan wel cateringbedrijven ingeschakeld. De functie van hofmaarschalk werd 33 jaar lang, van 1947-1980 en onder drie koninginnen, vervuld door Robbert van Zinnicq Bergmann. De huidige hofmaarschalk is Sjoert Klein Schiphorst, voorheen directeur van landgoed Duin en Kruidberg. Hij is de opvolger van Hans van Eenennaam, eveneens voormalig hoteldirecteur, die van 1998-2008 de hofmaarschalk was.
De Intendance van de Koninklijke Paleizen is verantwoordelijk voor het beheer en het onderhoud van de koninklijke paleizen, tuinen en privéwoningen, waaronder de inrichting van de gebouwen en de interne beveiliging. Hiervoor zijn zo'n 75 mensen in dienst, waaronder tuinlieden, opzichters en technisch personeel. De intendance zorgt er ook voor dat de koninklijke standaard gehesen wordt op het paleis waar de koning verblijft. Onder intendant Marieke Penninga, de eerste vrouw in deze functie, is onder meer de verbouwing van Paleis Huis ten Bosch bewerkstelligd. Sinds 2022 is Roger Paas intendant der Koninklijke Paleizen, tevens algemeen beheerder van de Koninklijke landgoederen ‘de Horsten’ en intendant van het Jachtslot ‘Het Oude Loo’. 

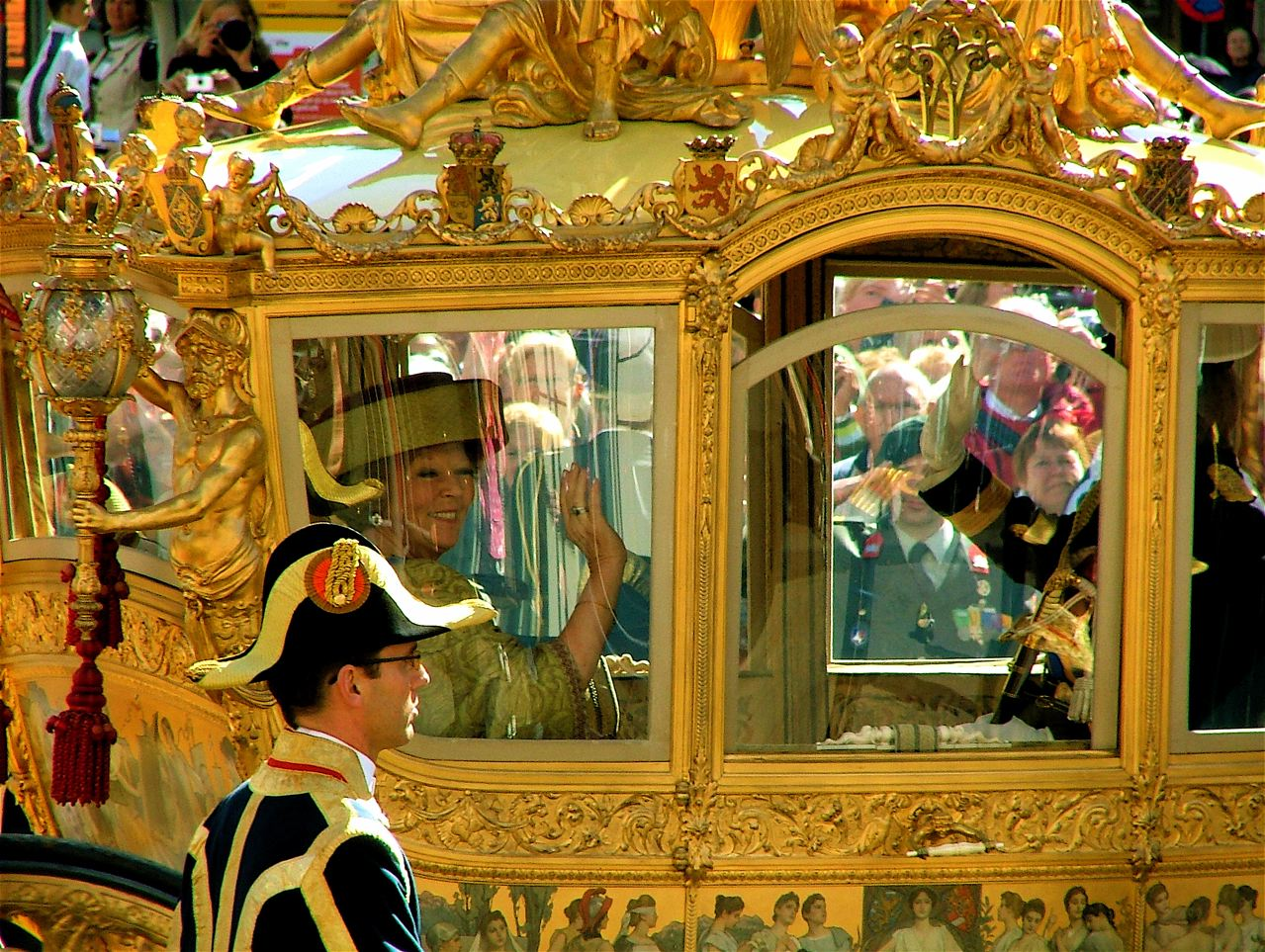
Koningin Beatrix in de Gouden Koets, 18 september 2007

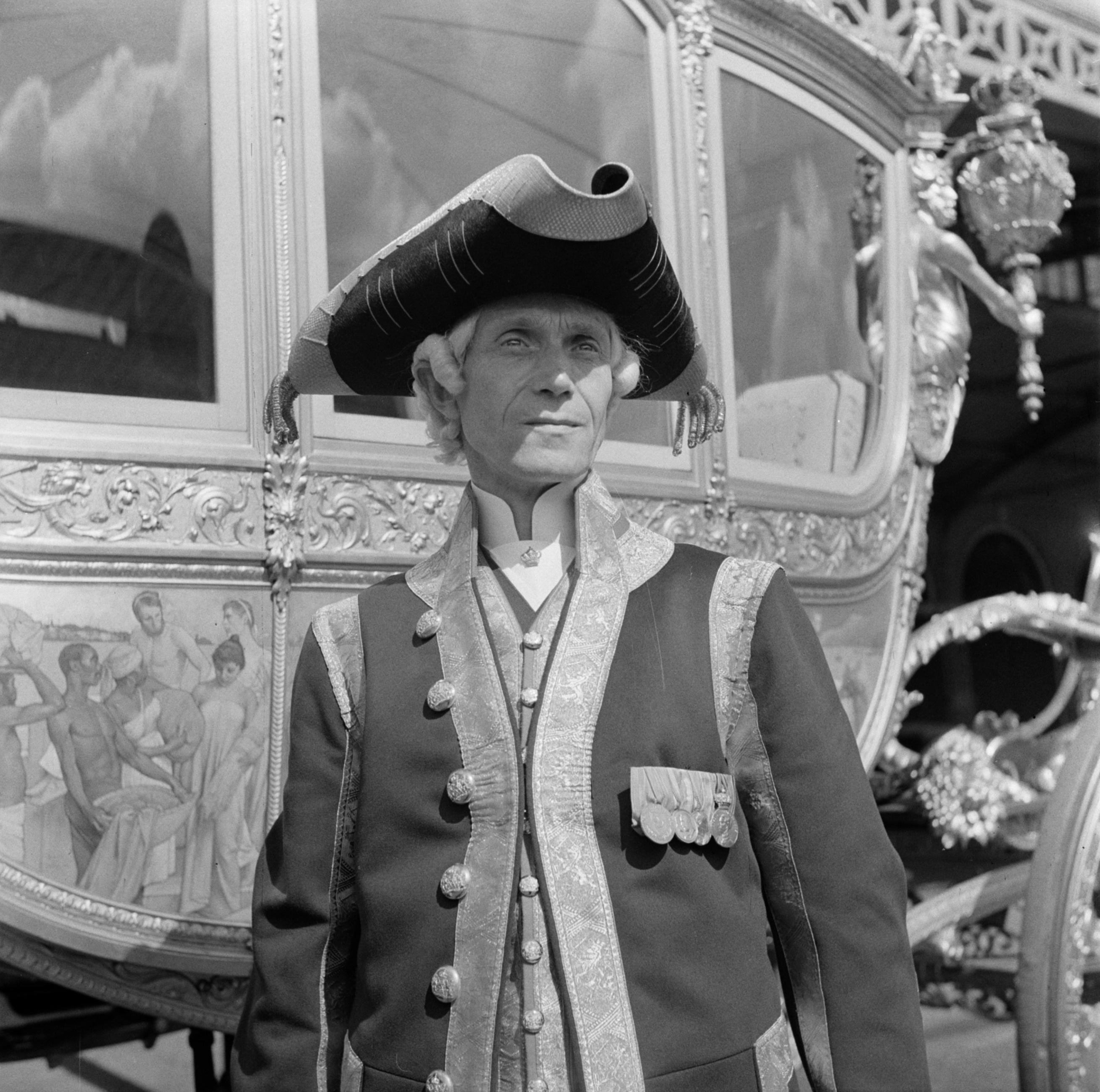
Inhuldiging koningin Juliana. Repetitie met de Gouden Koets. De 1e koetsier van het Koninklijk Staldepartement, J.L. Lammers, reed de koets op 6 september 1948 in Amsterdam.

Het Staldepartement onder leiding van de stalmeester verzorgt het vervoer van de leden van het Koninklijk Huis en de hofhouding. De functie van stalmeester werd 34 jaar lang, van 1946-1980 en wederom onder drie koninginnen, vervuld door Freek Bischoff van Heemskerck. De huidige stalmeester is sinds 1 december 2021 kolonel Hans Veenhuijzen. Het staldepartement heeft zo'n 50 medewerkers en bestaat uit de volgende afdelingen:
- de Afdeling Garage voor de ongeveer dertig hofauto’s voor het vervoer van de leden van het Koninklijk Huis, gasten, hofhouding, paarden en bagage. Deze afdeling beschikt onder meer over de normale (geleasede) hofauto's, de koninklijke bus en de koninklijke trein. Het schip De Groene Draeck valt onder verantwoordelijkheid van de marine.
- de Afdeling Paarden en Rijtuigen voor de paarden en de koetsen die gebruikt worden voor ceremoniële en recreatieve doeleinden. Deze afdeling staat onder leiding van de koetsier-majoor. Bekende rijtuigen zijn de Gouden Koets, de Glazen Koets, de Crème Calèche en de zes Gala Berlines, waarvan een Gala-glasberline.
- het Bureau Luchtvaartzaken voor de coördinatie van het luchttransport voor de leden van het Koninklijk Huis en de hofhouding. Daarvoor kunnen normale lijnvluchten, het regeringsvliegtuig en vliegtuigen en helikopters van de Koninklijke Luchtmacht worden ingezet.

De Opperhoutvester staat aan het hoofd van de Koninklijke Houtvesterij Het Loo en is tevens de rentmeester van het Kroondomein Het Loo. De Koninklijke Houtvesterij telt zo'n 25 personen en is verantwoordelijk voor het beheer van het "Kroondomein 1959", het "Staatsdomein bij Het Loo" (voorheen "Kroondomein 1863") en het "Paleispark Het Loo". In alle drie gebieden heeft de koning het jachtrecht.
De Afdeling Personeelszaken. De leden van de hofhouding (de mensen die de hofdepartementen leiden) zijn arbeidsrechtelijk gezien in dienst van de koning en geen rijksambtenaar. Ze worden betaald uit de B-component van het inkomen van de koning. Zij worden op discrete wijze, via aanbevelingen, geworven en zijn vaak afkomstig uit andere overheidsdiensten, zoals ministeries, de krijgsmacht, of, voor de meer praktische functies, uit de hotellerie. Het personeel dat onder deze leden van de hofhouding valt wordt tegenwoordig ook geworven via de website werkenbijdkh.nl. Zij worden betaald vanuit de 'functionele uitgaven Dienst Koninklijk Huis' op de begroting. Voor eventuele arbeidsconflicten is er een onafhankelijke raad van beroep.
Het Departement Informatie- en Communicatietechnologie (ICT). Dit departement verzorgt de digitale informatievoorziening en de informatie- en communicatietechnologie voor de koning zelf, de Dienst van het Koninklijk Huis, Kroondomein Het Loo en het Kabinet van de Koning.
Het Koninklijk Huisarchief beheert de archieven van het Huis van Oranje-Nassau, alsmede de persoonlijke archieven, de bibliotheek, het fotoarchief en de kunstverzameling van de koninklijke familie. Deze collecties zijn, net als de kroonjuwelen en de Gouden Koets, in aparte stichtingen ondergebracht, onder voorzitterschap van de drager van de kroon. De huidige directeur van het Koninklijk Huisarchief is Claudia Hörster.
De Kanselarij der Huisorden staat onder leiding van de kanselier van de Huisorden, een erefunctie in deeltijd, die de aangelegenheden van de Huisorde van Oranje regelt.
Ten slotte zijn er nog enkele specialistische adviseurs voor juridische en financiële zaken en losse adviseurs die al naargelang behoefte worden geraadpleegd.
Anders dan vroeger zijn er geen lijfarts ("geneesheer bij de hofhouding") en hofpredikant meer aan het hof verbonden. Wel had koningin Juliana een vaste huisarts in Soest en heeft prinses Beatrix die in Den Haag. Ook heeft zij nauwe banden met de dominees Nico en Carel ter Linden.
Het Bureau van de Ceremoniemeester en de functie van Ceremoniemeester zijn per juli 2021 opgeheven. De ceremoniemeester coördineerde de uitvoering van buitenlandse bezoeken, waaronder staatsbezoeken, van de grote evenementen aan het hof en bijzondere familiegebeurtenissen. Daarnaast gaf het bureau adviezen over ceremoniële en protocollaire zaken. Deze taken zijn nu onderverdeeld over de verschillende departementen. Met name de hofmaarschalk en adjudanten namen met hun team een groot deel van deze taken over.
De functie van ceremoniemeester werd van 1987-1997 en van 2001-2007 vervuld door de voormalige cavalerie-officier Gilbert Monod de Froideville, die onder meer de ongeschreven regels, gewoontes uit de ervaring van hofdignitarissen liet omzetten in op schrift gestelde voorschriften. Gedurende zijn laatste jaren bij het Hof, was hij onder meer belast met de coördinatie en voorbereiding van de huwelijken van de drie zonen van Koningin Beatrix en Prins Claus en de plechtigheden rondom de bijzetting van Prins Claus, Prinses Juliana en Prins Bernhard in de grafkelder van Oranje-Nassau in de Nieuwe Kerk te Delft. Ook was hij belast met de coördinatie en voorbereiding van de doopplechtigheden van Prinses Catharina-Amalia en Prinses Alexia der Nederlanden. Ceremoniemeester Willem Cosijn coördineerde de inhuldiging van koning Willem-Alexander, samen met zijn opvolger Alle Dorhout. De laatste ceremoniemeester, Simon van der Burg, werd per 1 augustus 2017 benoemd.

### De grootmeesteres
Een wat aparte positie wordt ingenomen door de grootmeesteres. Anders dan op het eerste gezicht wellicht lijkt, is zij niet de vrouwelijke tegenhanger van de grootmeester en bovendien is haar functie honorair (niet-betaald) en hoofdzakelijk gericht op representatie. Onder koningin Juliana was de grootmeesteres protocollair gezien nog wel de hoogste functie aan het hof. Tussen grootmeesteres en hofdame in was er in die tijd ook nog de functie van dame du palais.

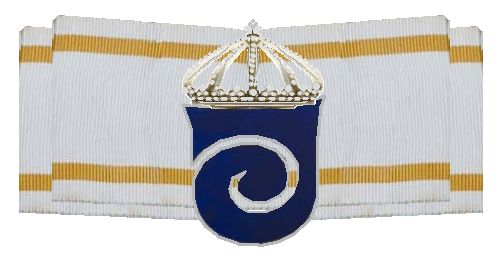
Chiffre van een hofdame van koningin Juliana, model 1948

De grootmeesteres geeft formeel leiding aan de twee eveneens honoraire hofdames. Deze zijn betrokken bij de voorbereiding van evenementen van de koningin en van de vrouwelijke leden van het Koninklijk Huis. Bij zulke bezoeken worden zij door een hofdame begeleid voor eventuele aanspraak en andere praktische zaken. Een hofdame is herkenbaar aan een chiffre, dat gedragen wordt op de linkerschouder.
De functie van grootmeesteres is in 1818 aan het Nederlandse hof geïntroduceerd door Anna Paulowna, de echtgenote van koning Willem II.
Grootmeesteressen
- 1970 - 1979: E.L. barones Sweerts de Landas Wyborgh-de Meyïer
- 1980 - 1984: Katy Bischoff van Heemskerck-Telders, echtgenote van stalmeester Freek Bischoff van Heemskerck.
- 1984 - 2014: mr. Martine van Loon-Labouchere, echtgenote van mr. Daniël Apolonius Delprat en daarna van prof. jhr. mr. dr. Maurits van Loon.
- 2014 - heden: Bibi van Zuylen van Nijevelt-den Beer Poortugael

### De kamerheren
Enigszins vergelijkbaar met de adjudanten en de hofdames is de positie van de kamerheren. Ook dit zijn erefuncties met als taak de advisering, voorbereiding en begeleiding van koninklijke bezoeken. Daarnaast kunnen zij de koning vertegenwoordigen bij bepaalde gelegenheden. In principe is er in iedere provincie en in de vier grote steden een kamerheer. Wanneer de kamerheren in functie zijn, dan zijn ze eveneens herkenbaar aan een chiffre, in hun geval een blauw lintje met een gekroonde W.A. op de linkerborst.
Dit herkenningsteken wordt ook gedragen door de hogere leden van de functionele hofhouding, wanneer zij in het openbaar optreden. Hun vroegere ambtskostuums zijn afgeschaft; tegenwoordig is er voor galagelegenheden alleen nog de zogenaamde hofrok, een rokkostuum met een wit vest, koperen knopen met de initiaal W.A. erop en een fluwelen kraagstuk.
Onder koningin Juliana was er nog een kamerheer die daadwerkelijk dienstdeed in het paleis en die de titel opperkamerheer had. Daarnaast waren er zo'n 35 kamerheren in buitengewone dienst, die vergelijkbaar waren met de huidige kamerheren. Daarnaast kende het hof sinds 1852 ook kamerjonkers. Dit was een eretitel voor jonge edelen, voordat zij tot kamerheer werden benoemd. In 1933 waren er volgens een opgave acht kamerjonkers.
De functie van kamerheer heeft zich in de loop van de 19e eeuw ontwikkeld tot een loutere erefunctie, eerst voor leden van de adel, later ook voor aanzienlijke burgers. Voor de kamerheren was er vroeger ook een ceremonieel uniform, in klein tenue en groot tenue.
Sinds 2018 kan een kamerheer ook een dame betreffen. Vijf van de twaalf kamerheren zijn in 2025 vrouw.

## Koninklijke residenties

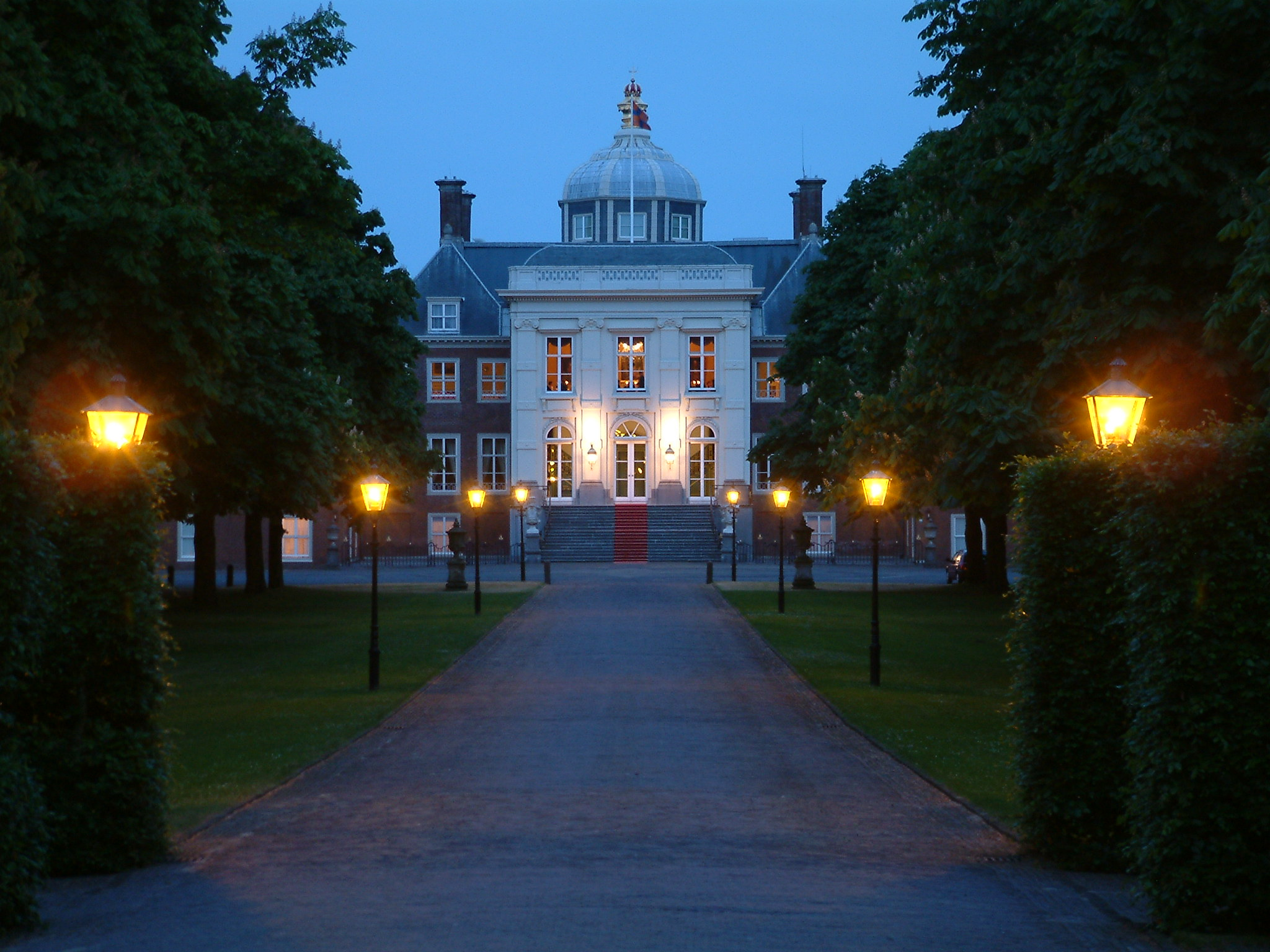
Paleis Huis ten Bosch, was in de periode 1981-2014 het woonpaleis van koningin Beatrix

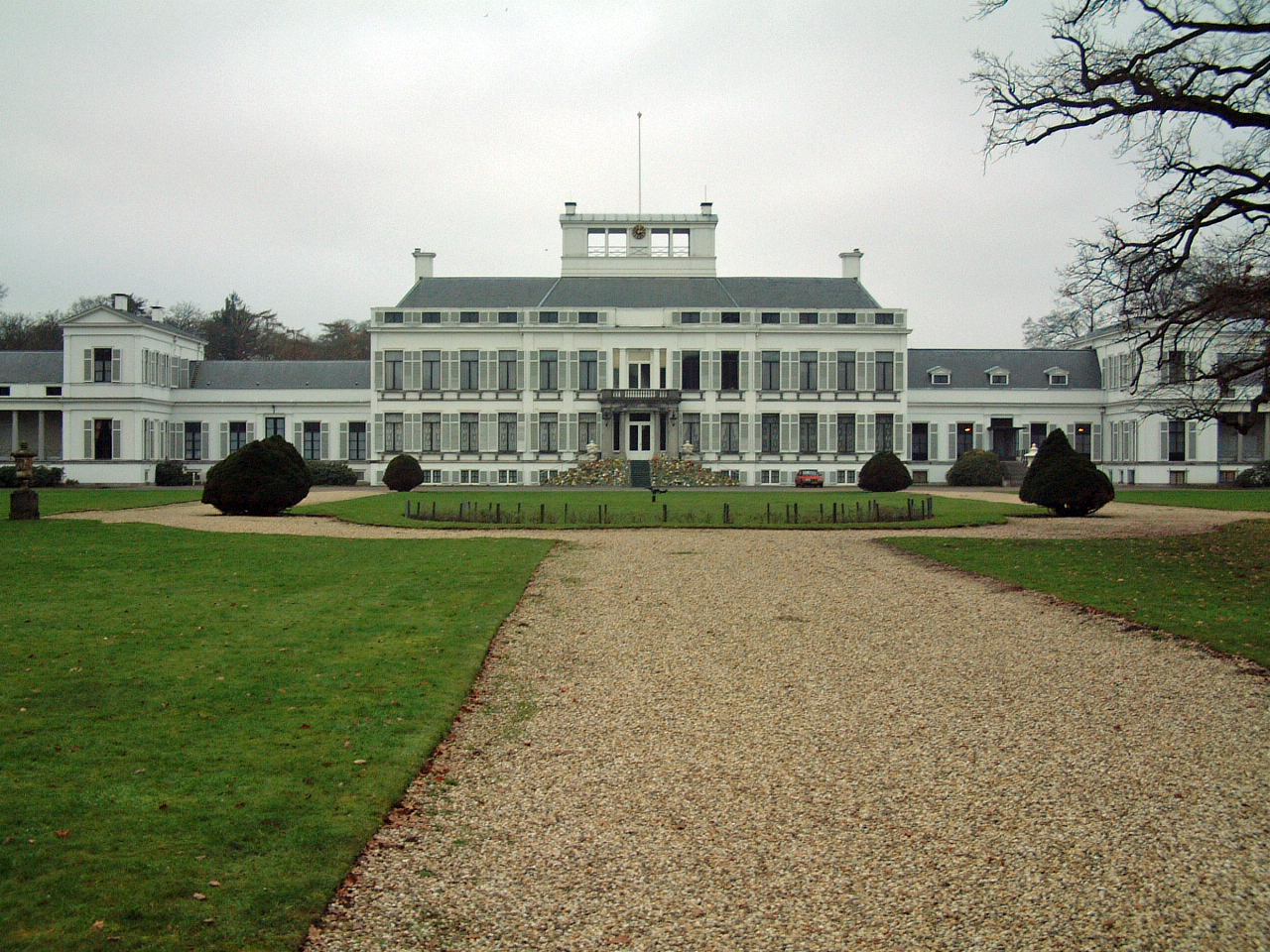
Paleis Soestdijk

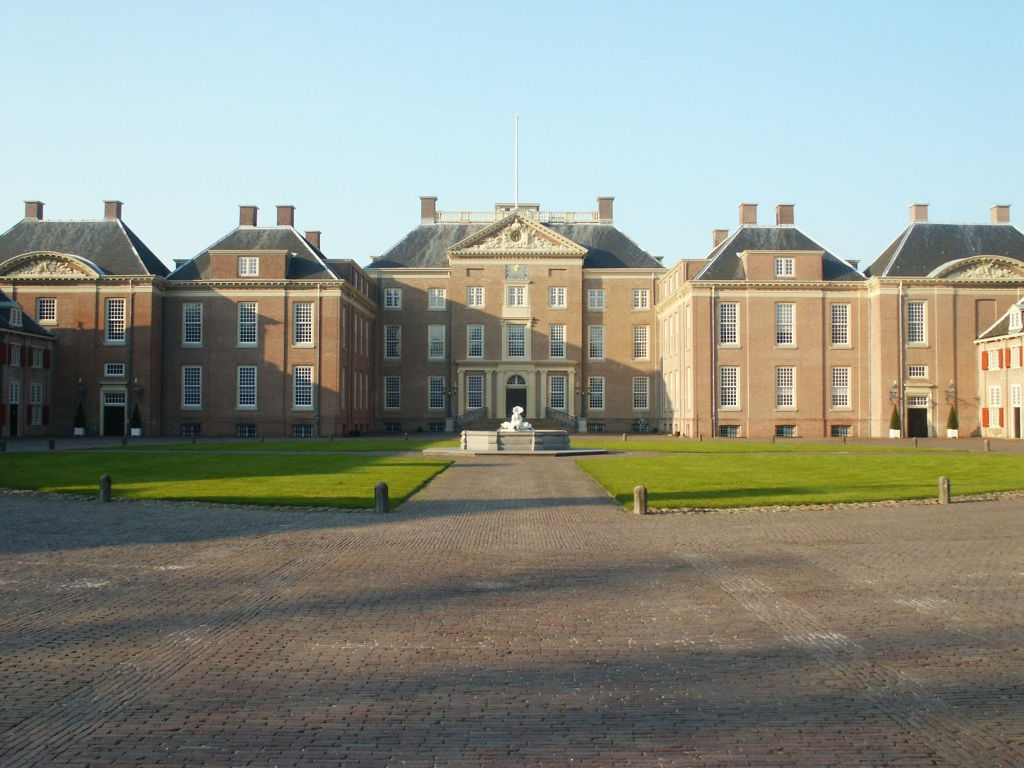
Paleis Het Loo, na de restauratie

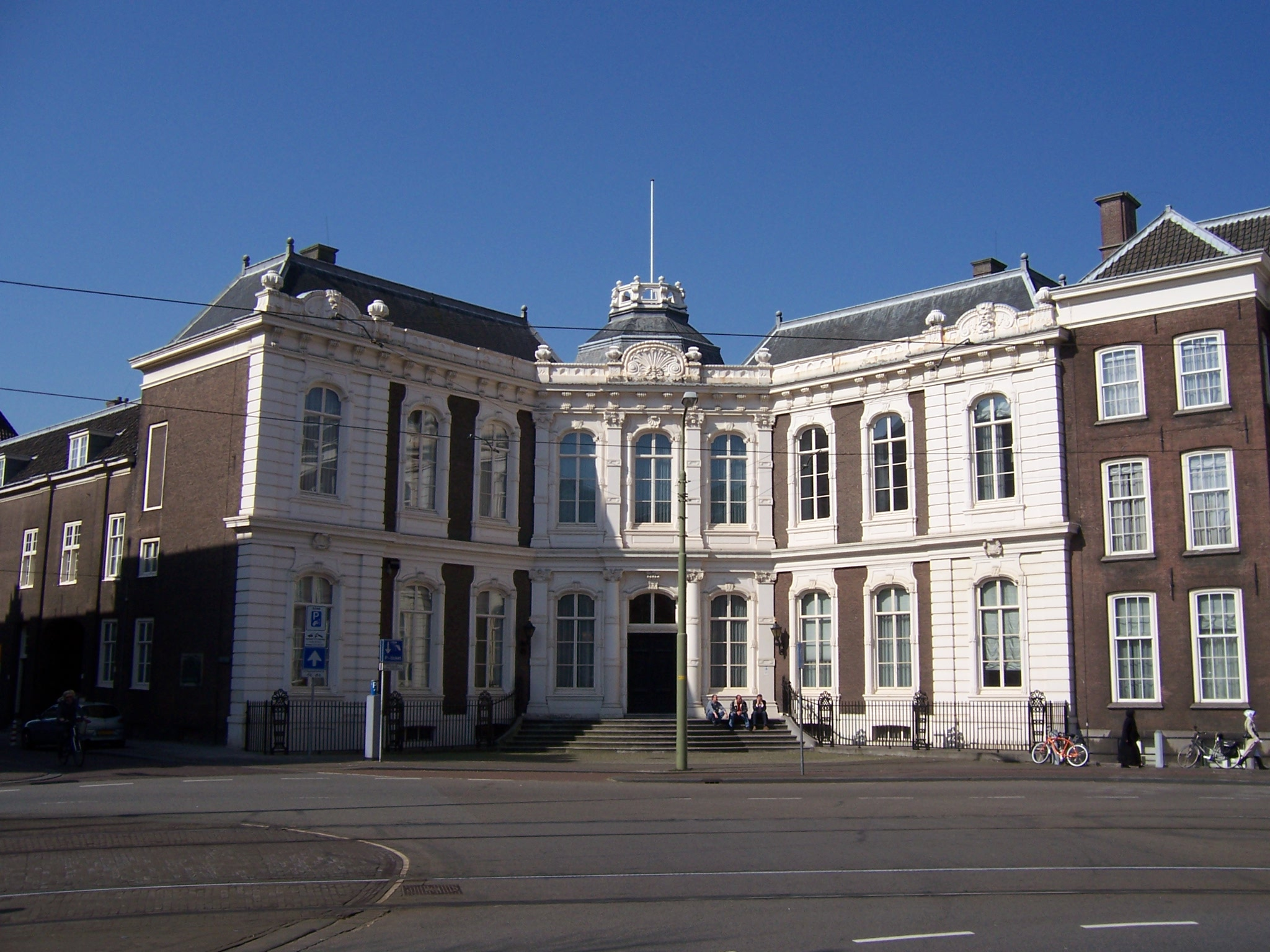
Voorzijde van Paleis Kneuterdijk

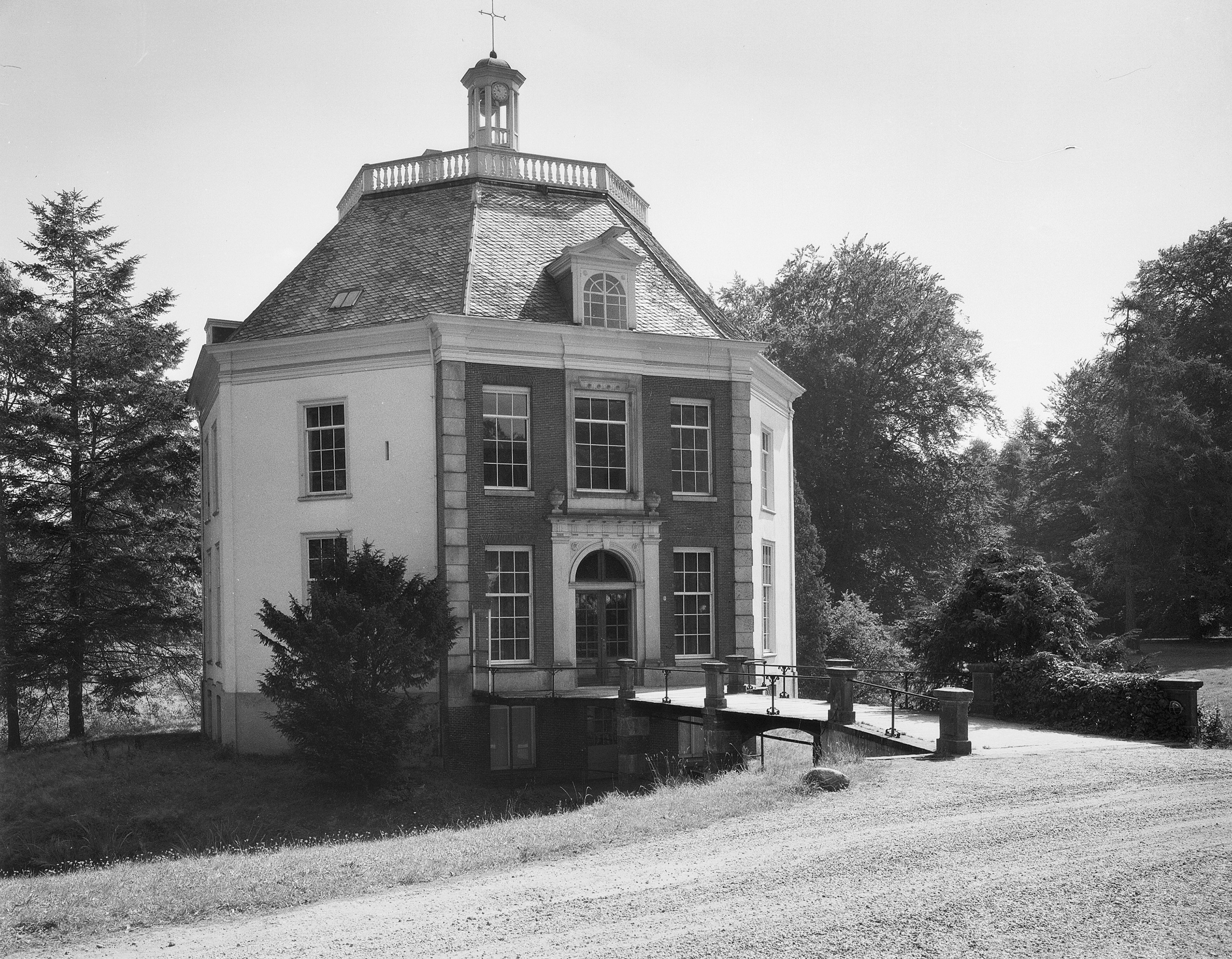
Foto van Drakensteyn uit 1959

Koning Willem-Alexander woonde de eerste periode na zijn aantreden in 2013 op De Eikenhorst. Begin 2019 verhuisde de koning met zijn gezin naar Huis ten Bosch. Net als zijn moeder Beatrix gebruikt Willem-Alexander Paleis Noordeinde als werkpaleis.
Tijdens de regeerperiode van prinses, toen koningin, Beatrix was het Nederlandse hof verdeeld over Paleis Noordeinde, dat sinds 1984 als werkpaleis fungeert, en haar woonpaleis Huis ten Bosch. Op paleis Noordeinde is onder meer de kanselarij der Huisorden gevestigd. In de tuin van Noordeinde bevindt zich het Koninklijk Huisarchief en aan de paleistuin grenzen de Koninklijke Stallen. In februari 2014, ca. 8 maanden na haar abdicatie, is prinses Beatrix naar Kasteel Drakensteyn in Lage Vuursche verhuisd.
Koningin Juliana woonde sinds 1937 op Paleis Soestdijk. Vanaf 1948 tot 1980 was Paleis Soestdijk de officiële koninklijke residentie. Dit fungeerde na haar inhuldiging in 1948 als gecombineerd woon- en werkpaleis, hoewel zij officieel vanuit het paleis aan het Lange Voorhout werkte. Ook na haar abdicatie in 1980 bleef Juliana op Soestdijk wonen en aldaar over een kleine huishoudelijke staf beschikken.
Koningin Wilhelmina en haar hofhouding waren gevestigd op Paleis Het Loo en na haar abdicatie in 1948 bleef ook zij hier wonen tot aan haar overlijden in 1962.
Koning Willem III resideerde met zijn hof in de zomer op paleis Het Loo en in de winter op paleis Noordeinde. Naast de paleistuin van Noordeinde liet hij in 1876 de Koninklijke Stallen bouwen. Na het overlijden van Willem III in 1890 bleven koningin Emma en haar dochter Wilhelmina Noordeinde als winterresidentie gebruiken. In 1895 gaf Emma als regentes de opdracht tot de bouw van het Koninklijk Huisarchief in de tuin van Noordeinde.
Koning Willem II verbleef zelf graag in Tilburg, maar woonde en werkte op paleis Kneuterdijk in Den Haag, waar onder invloed van zijn vrouw Anna Paulowna een uitbundig hofleven plaatsvond. 's Zomers verbleef het koninklijk paar op paleis Soestdijk. Na Willems overlijden in 1849 woonde zijn weduwe 's zomers op paleis Het Loo en 's winters in het inmiddels verdwenen huis Buitenrust aan de Scheveningseweg in Den Haag.
Koning Willem I zou na zijn troonsbestijging het ene jaar in 's-Gravenhage en het andere jaar in Brussel resideren. In Brussel werd voor hem een nieuw koninklijk paleis gebouwd en daar beschikte hij ook over het kasteel van Laken. In Nederland kon hij gebruikmaken van paleis Huis ten Bosch, paleis Soestdijk, paleis Het Loo, paleis Noordeinde en het paleis op de Dam.